# Lichonycteris obscura

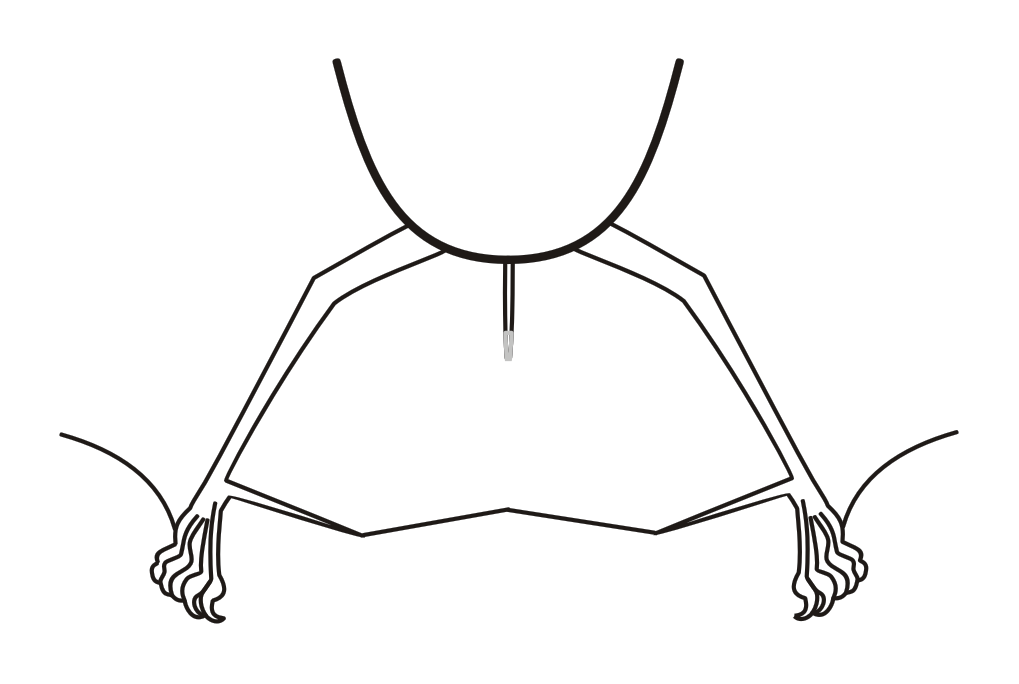
Illustrazione della parte posteriore di Lichonycteris

Lichonycteris obscura (Thomas, 1895) è un pipistrello della famiglia dei Fillostomidi, unica specie del genere Lichonycteris (Thomas, 1895), diffuso nell'America centrale.

## Descrizione

### Dimensioni
Pipistrello di piccole dimensioni, con la lunghezza della testa e del corpo tra 46 e 55 mm, la lunghezza dell'avambraccio tra 31 e 35 mm, la lunghezza della coda tra 6 e 10 mm, la lunghezza del piede tra 8 e 11 mm, la lunghezza delle orecchie tra 10 e 13 mm e un peso fino a 10 g.

### Caratteristiche craniche e dentarie
Il cranio presenta un rostro allungato e le arcate zigomatiche incomplete. Gli incisivi superiori sono separati dai canini. Gli incisivi inferiori sono mancanti.
Sono caratterizzati dalla seguente formula dentaria:

### Aspetto
Il colore generale del corpo è marrone scuro. Il muso è lungo, la lingua è lunga ed estensibile, fornita all'estremità di papille filiformi. La foglia nasale è piccola e lanceolata. Le orecchie sono corte e arrotondate. Il trago è lungo circa un terzo del padiglione auricolare. Le membrane alari sono attaccate posteriormente alla base dell'alluce.  La coda si estende per circa la metà dell'ampio uropatagio. Il calcar è più corto del piede. Il cariotipo è 2n=24 FN=44.

## Biologia

### Alimentazione
Si nutre di nettare, polline e possibilmente di insetti. Tra le piante visitate ci sono: Bombacaceae, Urticaceae, Bromeliaceae, Marcgraviaceae, Markea neurantha, Mucuna holtonii, Calyptrogyne ghiesberghtiana e varie specie di banane.

### Riproduzione
Femmine gravide sono state catturate in agosto e ottobre. La stagione riproduttiva probabilmente è presente nella stagione secca.

## Distribuzione e habitat
Questa specie è diffusa nell'America centrale dallo stato messicano del Chiapas, Guatemala, Belize meridionale, Honduras, Nicaragua, Costa Rica, fino a Panama e nell'America meridionale, dalla Colombia occidentale e centrale, Venezuela, Guyana, Suriname, Guyana francese, Ecuador settentrionale, Perù, Bolivia settentrionale fino al Brasile occidentale e settentrionale. Una popolazione separata è presente nel Brasile orientale, dagli stati di Bahia e Alagoas fino a Rio de Janeiro.
Vive nelle foreste sempreverdi di pianura fino a 800 metri di altitudine. Si trova anche nelle piantagioni. In Bolivia è presente anche in foreste montane.

## Conservazione
La IUCN Red List, considerato il vasto areale, classifica L.obscura come specie a rischio minimo (Least Concern)).